# Judith von Großpolen
Judith von Großpolen (* vor 1154; † nach dem 12. Dezember 1201) war eine polnische Prinzessin und Herzogin von Sachsen. Sie entstammte dem Adelsgeschlecht der großpolnischen Piasten und heiratete in das Geschlecht der Askanier ein.

## Leben
Judith war eine Tochter von Seniorherzog Mieszko III. von Großpolen († 1202) und Elisabeth von Ungarn. 
Zu ihren Geschwistern zählten: 
- Odon (Otto)
- Stefan
- Wierzchosława Ludmiła
- Elisabeth

Zu ihren Halbgeschwistern zählten:
- Bolesław
- Mieszko der Jüngere
- Anastasia
- Salomea
- Wladyslaw III. Dünnbein

## Ehe und Familie
Judith heiratete zwischen 1173 und 1177 Bernhard III. von Sachsen, den Sohn von Albrecht dem Bären. Zu ihren Kindern zählten:
- Albrecht I. von Sachsen
- Sophia von Sachsen